# Grundwasseranreicherung
Grundwasseranreicherung ist eine Methode zur künstlichen Erhöhung der Grundwassermenge zu Zwecken der (Trink-)Wassergewinnung.
Dem Grundwasser wird dabei über Versickerungsanlagen Oberflächenwasser zugeführt. Als Versickerungsanlagen kommen Versickerungsbrunnen, Versickerungsschächte, Versickerungsbecken, Versickerungsmulden, Versickerungsgräben (Unterflurbewässerung) und ähnliche Anlagen in Betracht.
Grundwasseranreicherung wird meist dann angewandt, wenn die natürliche Grundwassermenge nicht ausreichen würde, um den Wasserbedarf zu decken.
Von der Grundwasseranreicherung zu unterscheiden ist die Uferfiltration.
In großem Maßstab wird dieses Verfahren angewandt z. B. im Hessischen Ried. Dort wurde in den 1980er Jahren ein Wasserwerk errichtet, welches das mitten im Rhein entnommene Flusswasser aufbereitet und wieder versickert, um den Wasserwerken im südhessischen Raum ein genügendes Grundwasserdargebot zur Verfügung zu stellen.
Ein weiteres Beispiel für die Grundwasseranreicherung ist das Wasserwerk Haltern, in dem durch einen extra ausgebaggerten Stausee Grundwasser in eine Sandschicht eingeleitet wird, aus der wiederum durch Brunnen Trinkwasser gewonnen wird.

## Grundwasseranreicherung im Hessischen Ried
Aus dem Hessischen Ried stammt ein großer Teil des Trinkwassers für die Rhein-Main-Region.
Mitte der 1960er Jahre stieg die Grundwasserentnahme stark an und hat zu einer Absenkung des Grundwasserspiegels geführt.
Als  Gegenmaßnahme wird deshalb ab 1989 Rheinwasser in die Grundwassergewinnungsgebiete infiltriert.
Das Rheinwasser wird dazu vom Wasserverband Hessisches Ried zunächst auf Trinkwasserqualität aufbereitet, dann im Boden versickert und in 200 Meter Entfernung wieder entnommen. Die Aufbereitung als Trinkwasser erfolgt u. a. über Ozon, Flockungsmittel und Aktivkohlefilter.
Mit dem Sickervorgang durch verschiedene Erdschichten findet eine weitere, natürliche Reinigung statt.
Vor Inbetriebnahme der Grundwasserinfiltration ist der Grundwasserspiegel in trockenen Jahren stark gefallen, da die Neubildung von Grundwasser hauptsächlich über Niederschläge erfolgt.
In der Folge sind Setzungsrisse an Häusern entstanden.
Umgekehrt hat es Überschwemmungen in feuchten Jahren gegeben.